# Джид

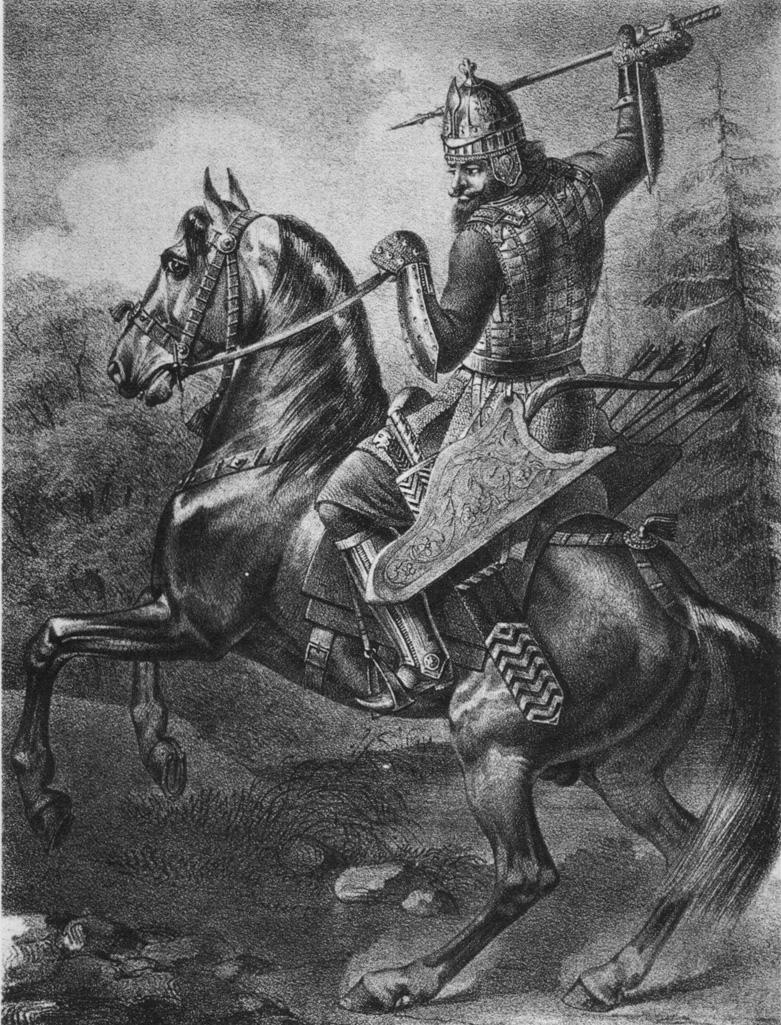
Русский всадник, вооружённый джидом. Слева на поясе — колчан ещё с двумя дротиками.

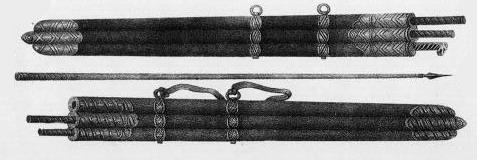
Джиды

Джид, джи́да, джири́д, джери́д (осман. dżirīd‎, араб. dżarit‎) — различные варианты названия дротика и чехла для него.
Джид — метательное копьё, или дротик, распространённый в странах Азии и северной Африки. Длина таких дротиков составляла 70—120 см, использовались они, преимущественно, конными воинами. Через монголов джиды пришли на Русь, потом попали в другие страны Восточной Европы, в том числе в Польшу.
Джиды носились в ножнах или чехле, по-русски называвшемся так же. Этот чехол был рассчитан, в среднем, на три дротика (или больше), каждый находился в отдельном гнезде. Иногда в одном гнезде чехла носился длинный саадачный нож или тесак. Устья, обоймицы и наконечники чехлов были металлическими. Этот колчан носился слева, на поясе.